# Бойсо, Жак
Жак Буасо (фр. Jacques Boyceau, sieur de la Barauderie; 1560, Сен-Жан-д’Анжели — 1635, Париж) — французский садовник, суперинтендант королевских садов в период правления Людовика XIII.

## Биография
Жак Буасо родился в 1560 году в семье гугенотов, приближенной к окружению Генриха Наваррского. Его карьера начиналась на военной службе.
В знак признания своих трудов по устройству садов и парков Буасо получил титул gentilhomme ordinaire de la chambre du roi и король возвёл его в дворянский сан, пожаловав титул sieur de la Barauderie.

## Публикации
Жак Буасо является автором книги Traité du iardinage selon les raisons de la nature et de l'art. Ensemble divers desseins de parterres, pelouzes, bosquets et autres ornements, которая была опубликована в 1638 году, уже после смерти автора. 60 офортов из этого труда, выполненных по чертежам Буасо, сделали этот трактат краеугольным камнем в истории развития французского регулярного парка. Его племянник Жак Менур, опубликовавший трактат, включил в издание гравированный фронтиспис с портретом Буасо.
На нескольких гравюрах показаны боскеты, оформленные в регулярном стиле, но большинство гравюр представляют собой схемы партеров. В сопутствующих текстах утверждается что некоторые из чертежей были использованы при создании садов в королевских резиденциях: в Люксембургском саду, где в наши дни от исходного плана Буасо уцелело две оси под прямым углом, в саду Тюильри, в новом дворце Сен-Жермен и даже в Версале, когда тот еще был простым охотничьим замком.
Трактат Буасо стал первой книгой во Франции где описывалась не только практика, но и эстетика устройства садов и парков. Она была адресована скорее заказчикам чем садовникам, но при этом она оказала влияние на работы ландшафтного архитектора Андре Ленотра, который трансформировал художественный стиль Буасо и семейства королевских садовников Молле — Клода Молле и Андре Молле — создав сады в Во-ле-Виконт и в Версале, признанные вершиной садово-паркового искусства в стиле французского барокко.
На его офортах воспроизведен проект партера с монограммой Марии Медичи, расположенный по центру фасада Люксембургского дворца, который является частью проекта, имеющего в центре бассейн с фонтаном одиночной струи воды, бьющей из утопленной основы. Партер был заполнен тонким узором, выполненным посредством стриженных самшитов и цветного песка. Также были предусмотрены широкие дорожки, усыпанные гравием. Эту композицию, выражавшую разнообразие в едином и цельном ансамбле, лучше всего было рассматривать из окон бельэтажа. Её разрушили вскоре после 1693 года, заменив на более широкий и простой партер работы Клода Дего.

## Сады, созданные Жаком Буасо
- Люксембургский сад
- Партеры Лувра
- Партеры садов Тюильри
- Сады Сен-Жерменского дворца
- Партеры Версальского парка (при Людовике XIII)
- Сады в шато Ришельё